# Georg Russinger
Georg Russinger († 10. Januar 1439 in Muri) war ein Schweizer Benediktinermönch. Von 1410 bis zu seinem Tod war er Abt des Klosters Muri in den Freien Ämtern (im heutigen Kanton Aargau).
Russinger entstammte einer Ministerialenfamilie aus Rapperswil. Seine Wahl zum Abt erfolgte am 19. März 1410. Vermutlich war er im Jahr 1414 Teilnehmer am Konzil von Konstanz. Ein Jahr später eroberten die Eidgenossen den Aargau und lösten die Habsburger als Schirmherren des Klosters ab. Der Kontakt zur Stifterfamilie brach somit ab. Erst 1431 gelang es Russinger, von den Eidgenossen einen Schirmbrief zu erwirken, in welchem sie die bisherigen Rechte des Klosters bestätigten. 1432 erhielt der Abt von Papst Eugen IV. das Recht, den innerhalb der Klostermauern lebenden Laien die Sakramente zu spenden.